# Xenogenes chrysoplaca
Xenogenes chrysoplaca là một loài bướm đêm trong họ Geometridae.